# Cylindropuntia anteojoensis
Cylindropuntia anteojoensis, conocida comúnmente como choya del anteojo, es una especie de planta suculenta perteneciente al género Cylindropuntia, dentro de la familia Cactaceae. Es endémica del noreste de México (restringida a una pequeña área de Cuatro Ciénegas, en el estado mexicano de Coahuila). 

## Descripción
Cylindropuntia anteojoensis es una especie de cactus que crece como un arbusto bajo densamente ramificado. Presenta ramas entrelazadas y alcanza alturas de 0,3 a 1 m. Los tallos son erectos, articulados y están formados por segmentos que se desprenden con facilidad. Cada uno de ellos mide de 2 a 3 cm de largo, su forma va de cilíndrica a algo alargada y tienen tubérculos en forma de rombo.
Sobre los tallos se asientan areolas alargadas que se extienden hacia arriba entre los tubérculos adyacentes. Poseen gloquidios de color blanco y miden de 1 a 2 mm de largo. También tienen una única espina principal vertical cubierta por una vaina epidérmica ligera que parece de papel. Es de color negro y mide de 2,5 a 7 cm de largo. Solo está presente en las areolas superiores de los segmentos de los brotes y en raras ocasiones se forman algunas espinas adicionales de hasta 4 mm de longitud.
Las flores son de color amarillo, se abren durante el día (diurnas) y son polinizadas por abejas. Los frutos son secos y espinosos. Miden de 1,5 a 2,5 cm de largo y alcanzan diámetros de 1 a 1,2 cm.

## Distribución y hábitat
El área de distribución nativa de esta especie es el noreste de México, donde está restringida en una pequeña área de Cuatro Ciénegas, en el estado mexicano de Coahuila). Crece principalmente en biomas desérticos o de matorral seco, a elevaciones de alrededor de 800 metros sobre el nivel del mar.
La especie habita en llanuras aluviales con suelos de tipo calcáreo, aluvial y yesoso, y se suele asociar a plantas halófilas.

## Taxonomía
La primera descripción de esta especie fue como Opuntia anteojoensis, publicada en 1976 por el botánico estadounidense Donald John Pinkava en la revista científica Madroño 22: 293.
Posteriormente, el botánico estadounidense Edward Frederick Anderson colocó la especie en el género Cylindropuntia, pasando a llamarse Cylindropuntia anteojoensis y anotando estos cambios en el libro Cactus and Succulent Journal 72: 46 en el año 2000.
Etimología
- Cylindropuntia: nombre genérico formado por dos palabras: el sustantivo griego kýlindros (que significa 'cilindro') y el género Opuntia, (con el que el género tiene similitudes), haciendo referencia a la forma cilíndrica de los tallos de las plantas.
- anteojoensis: epíteto geográfico que hace referencia a la presencia de la especie al pie del Cerro El Anteojo en el estado mexicano de Coahuila.[10]

## Estado de conservación
En la Lista Roja de Especies Amenazadas de la UICN, la especie está clasificada como “Vulnerable (VU)”.
Las principales amenazas que sufre la especie se deben a la pérdida de hábitat por el sobrepastoreo por parte de las cabras y la expansión de la agricultura.

## Usos
Se cultiva principalmente como planta ornamental y su propagación se realiza a través de esquejes o semillas.